# Deux poèmes opus 63 de Scriabine
Les Deux Poèmes op. 63 sont deux pièces pour piano du compositeur russe Alexandre Scriabine, écrites de 1911 à 1912.